# Tvărditsa
Tvărditsa (bulgariska: Твърдица) är en ort i Bulgarien.   Den ligger i kommunen Obsjtina Tvărditsa och regionen Sliven, i den centrala delen av landet, 210 km öster om huvudstaden Sofia. Antalet invånare är 6 519.